# Unione dei comuni Isola Mantovana
L'Unione dei comuni Isola Mantovana è stata l'unione dei comuni di Quingentole,  San Giovanni del Dosso, San Giacomo delle Segnate e Schivenoglia, in provincia di Mantova, così denominata nel febbraio 2014. Inizialmente nell'unione erano inseriti anche i comuni di Pieve di Coriano, Revere e Villa Poma che dal 1º gennaio 2018 sono confluiti nel nuovo comune di Borgo Mantovano.